# Xã Reading, Quận Butler, Nebraska
Xã Reading (tiếng Anh: Reading Township) là một xã thuộc quận Butler, tiểu bang Nebraska, Hoa Kỳ. Năm 2010, dân số của xã này là 521 người.